# Сімон П'єр Чунгуї
Сімон П'єр Чунгуї (фр. Simon Pierre Tchoungui; 28 жовтня 1916 — 23 липня 1997) — камерунський лікар, державний і політичний діяч, останній прем'єр-міністр Східного Камеруну.

## Життєпис
Народився в Центральному регіоні Камеруну. Належав до народності беті. Закінчив Айоську школу охорони здоров'я. Після закінчення школи працював медичним асистентом в Яунде та Мбалмайо.
Під час Другої світової війни, від 1942 до 1945 року служив у лавах збройних сил Вільної Франції. Після завершення війни навчався в Дакарській медичній школі, 1947 року отримавши кваліфікацію хірурга, після чого повернувся на батьківщину.
Від 1950 до 1956 року навчався в Паризькому університеті, отримавши ступінь доктора філософії з медицини. 1960 року працював лікарем Центральної лікарні Яунде.
20 жовтня 1961 року був призначений на посаду міністра охорони здоров'я. Вийшов у відставку 1 липня 1964 року після проведення виборів до Законодавчих зборів.
Згодом Чунгуї отримав пост міністра національної економіки, а 1965 року впродовж нетривалого терміну був міністром без портфеля.
18 листопада 1965 року прем'єр-міністр Східного Камеруну Венсан де Поль Аханда подав у відставку через суперечності з президентом Амаду Ахіджо. Чунгуї було доручено формування нового кабінету . Ахіджо, який походив з півночі країни, зупинив свій вибір на Чунгуї, вихідці з південного Камеруну, задля збереження етнічного балансу в країні.
У червні 1966 року президент Ахіджо скликав конференцію, до участі в якій запросив лідерів двох головних політичних партій країни, а також прем'єр-міністрів Східного й Західного Камеруну. Під час тієї конференції її учасники вирішили задля «зміцнення національної єдності» об'єднати свої партії в єдиний Камерунський національний союз (КНС). Ахіджо очолив нову політичну силу, а Чунгуї став одним з двох його заступників.
12 червня 1970 року Чунгуї був перепризначений прем'єр-міністром Східного Камеруну. Вийшов у відставку 20 травня 1972 року, коли було проголошено Об'єднану Республіку Камерун.
Окрім іншого, Чунгуї 30 квітня 1960 року був обраний першим почесним президентом камерунського Червоного Хреста.
Помер 23 липня 1997 року в 80-річному віці.